# Buru
Buru er en ø i øgruppen Molukkerne i Indonesien. Den ligger vest for øerne Seram og Ambon. Øens hovedby er Namlea på den nordlige kyst. Buru har et areal på 9.505 km². Den er 145 km lang og 80 km bred. Det højeste punkt er Gunung Kaplamada med en højde på ca. 2729 m.
Buru består hovedsageligt af bjerge dækket af skov med en flad kystslette, hvor hovedparten af øens 100.000 indbyggere bor.
Buru blev besat af hollænderne i 1683 og blev en del af Indonesien i 1950.